# Pedrosa del Páramo
Pedrosa del Páramo est une commune d'Espagne dans la communauté autonome de Castille-et-León, province de Burgos. Elle s'étend sur 11,329 km2 et compte 103 habitants en 2011.